# روز ملی چاک سینه
روز ملی چاک سینه رویدادی سالانه است که در آن زنان با پوشیدن لباس‌هایی یقه‌باز چاک سینه خود را نمایان می‌کنند. این روز نخستین بار در آوریل ۲۰۰۲ در آفریقای جنوبی برگزار شد.

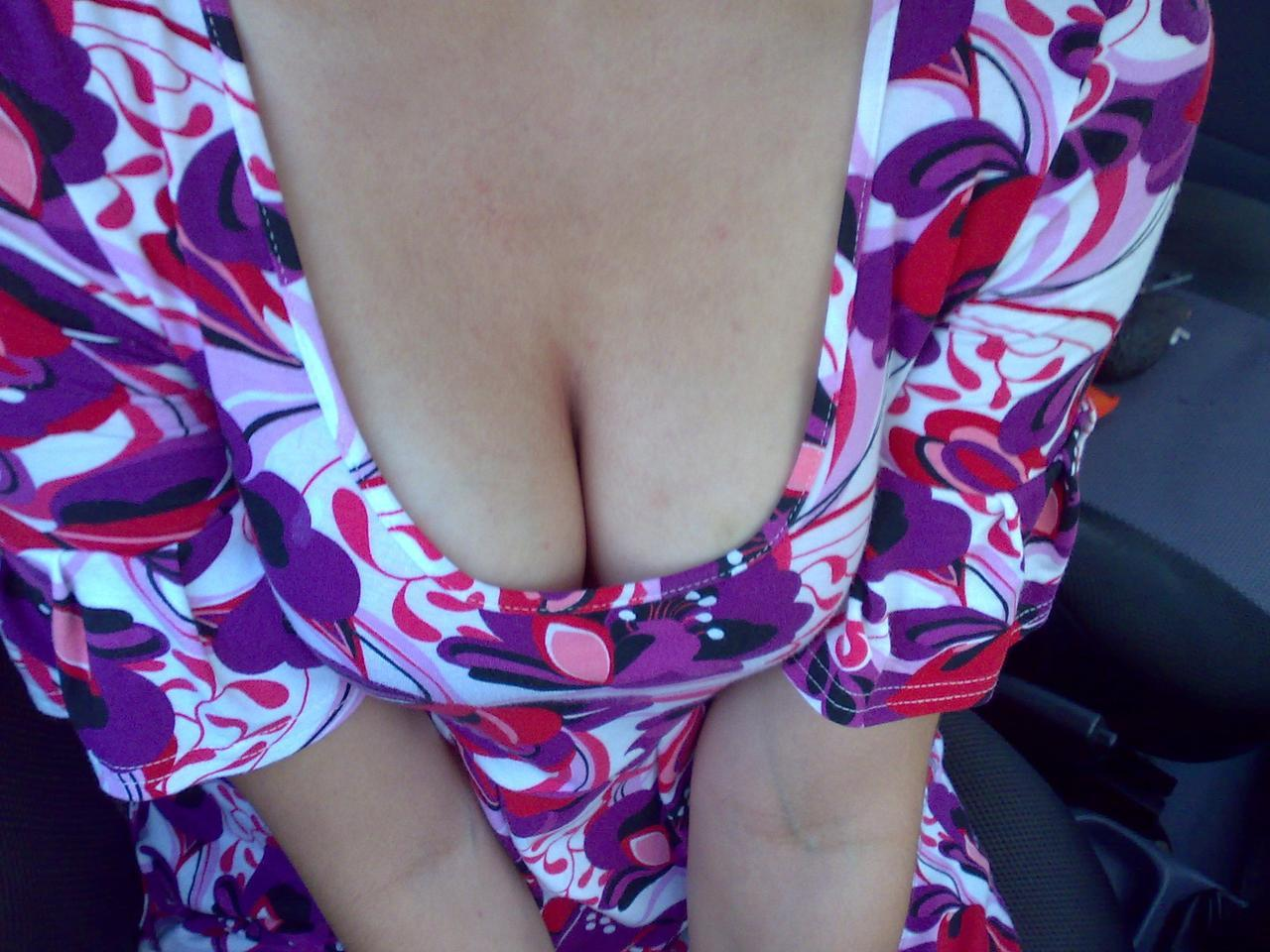
نگاره‌ای از زنی که چاک سینه خود را نشان می‌دهد، آوریل ۲۰۰۸

## هدف‌ها
یکی از هدف‌های این روز تشویق بانوان به نشان دادن چاک سینه‌شان و زیبایی‌های این بخش بدنشان است. همچنین بخشی از پول جمع شده در این روز صرف پژوهش‌هایی در ارتباط با درمان سرطان پستان می‌شود.